# 선종 (종양)
선종(腺腫, 영어: adenoma)은 선상피에서 발생하는 양성 종양(良性腫瘍)이다. 선종은 결장, 부신, 뇌하수체, 갑상선 등의 여러 장기에서 발생할 수 있다. 선종은 양성 종양으로 시작하였더라도 선암(腺癌)이라고 불리는 악성으로 진행될 수 있다. 선종은 양성 상태일 동안 다른 장기를 압박하여 심각한 합병증을 유발시킬 수 있으며, 호르몬의 생산을 제어하지 못하게 하여 많은 양의 호르몬을 만들어 내기도 한다.

## 조직병리학
선종은 위의 점막, 소장, 결장, 분비선 체계의 상피 조직에서 발생하는 상피성의 양성 종양이다. 속이 빈 장기 (소화관)에서, 선종은 빈 공간에서 자라 폴립 (또는 폴립 형태)가 된다. 첨가물의 종류에 따라, 선종은 소엽의 머리와 길고 가느다란 줄기를 가진 육경이나 다양한 형태의 무경이 될 수 있다.
선종의 확산은 세포 과염색성의 핵, (가짜) 층을 이룬 핵, 핵소체, 체세포 분열 등의 비정상적인 세포 (이형성 또는 정상적인 상피의 감소)의 형성 이상의 차이 정도에 따라 특징지어진다. 선종은 관 모양이거나, 융털이 있거나, 관 모양의 융털이 있는 형태이다. 세포막과 점막의 하층부는 손상되지 않는다.